# 司馬休符
司馬休符（?—?），南北朝徐州人。
466年，刘宋湘东王刘彧杀死前废帝刘子业篡位，地方州郡纷纷起兵，失败后，青州、兖州、徐州等地刺史向北魏投降。北魏得到了黄河和淮河之间的大片国土，但是民心并不稳定。北魏献文帝拓跋弘皇兴二年（468年）春二月，徐州司马休符自称晋王，被北魏将军尉元讨伐平定。